# Parc national des Grands-Jardins

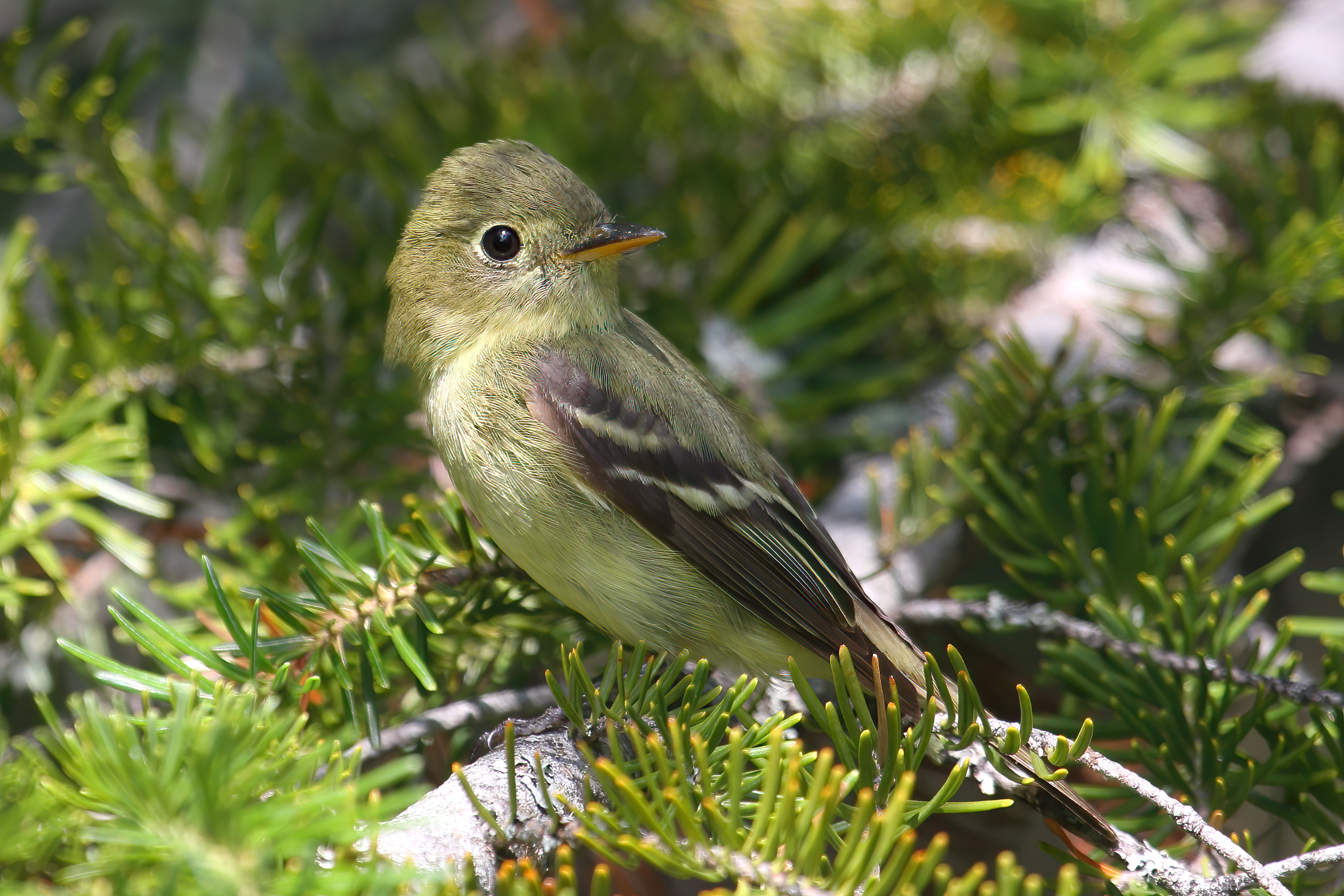
Empidonax flaviventris, in Québec Moucherolle à ventre jaune genannt, ein Vertreter der dortigen Tyrannen. Moucherons sind Fliegen- oder allgemein Insektenfänger, für diese Art ist ein gelber Bauch kennzeichnend.

Der Parc national des Grands-Jardins (französisch für „Nationalpark der Großen Gärten“) ist einer der aktuell 27 Nationalparks in der kanadischen Provinz Québec. Dort entspricht ein Parc national dem, was in den übrigen Provinzen als Provincial Park bezeichnet wird. Der Park wird von Sépaq (französisch Société des établissements de plein air du Québec bzw. englisch Society of outdoor recreation establishments of Quebec) betrieben.
Er hat eine Fläche von 310 km² und gehört zum Biosphärenreservat Charlevoix. Der 1981 eingerichtete Park schützt eine ungewöhnliche subarktische Vegetation, ein Überbleibsel der letzten Eiszeit. Allerdings zerstörte 1999 ein Feuer 4500 ha Wald. Im Park finden sich die feuchtesten Fichten-Flechten-Wälder (spruce lichen-woodlands) ganz Amerikas.
Das Gebiet war bis in das frühe 20. Jahrhundert von Waldkaribus bewohnt, die jedoch der Jagd zum Opfer fielen. 1969 bis 1972 wurden 80 Tiere dieser Art wieder eingeführt und heute besteht eine kleine Herde von etwa 150 Tieren.
1995 bis 1998 wurden die Wolfsbestände der Region um die Provinzhauptstadt untersucht, darunter auch des Grands-Jardins-Parks. Nur hier und in den Schutzgebieten Parc national d’Aiguebelle (268 km²), de la Mauricie (544 km²), Jacques-Cartier (670 km²), Mont-Tremblant (1510 km²), Monts-Valin (153 km²) und Saguenay (283 km²) sowie der Réserve de chasse du parc de la Gatineau (150 km²) darf der Wolf in der Provinz nicht gejagt werden. Er war also im Jahr 2003 nur auf einer Fläche von etwa 4000 km² geschützt.

## Rezeption in der Popkultur
- In bisher sieben Romanen des Autors Carl Denning ist der Nationalpark selbst und die fiktive Kleinstadt Altamont am Rande des Nationalparks Schauplatz des Geschehens.[4]

## Belege
1. ↑  Antoine Nappi, Pierre Drapeau: Reproductive success of the black-backed woodpecker (Picoides arcticus) in burned boreal forests: Are burns source habitats? In: Biological Conservation, 142,7, 2009, S. 1381–1391, hier: S. 1381.
2. ↑  Dominick DellaSala: Temperate and Boreal Rainforests of the World. Ecology and Conservation. Island Press, Washington 2010, S. 125 f.
3. ↑  Michel Hénault, Hélène Jolicoeur: Les Loups au Québec. Meutes et Mystères. Société de la faune et des parcs du Québec, 2003.
4. ↑  Erschienen: Der Horrorthriller „Knochenbrecher“ – Der siebte Fall für Susan Gant. In: Film und Buch - eMagazin für Film und Literatur. Elena Park, Stephen Frank, abgerufen am 15. Mai 2025.